# Barrio Mar del Plata (Caleta Olivia)
Mar del Plata es uno de los 61 barrios de Caleta Olivia. Ubicado en el sector norte fue el primero en formarse de la ciudad. Se encuentra a 1,7 km del centro de la ciudad.
La creación del barrio no fue planificada, sino que comenzó con asentamientos de familias con recursos bajos en aquella época, por lo general eran personas nacidas en el norte del país, en su mayoría provenientes de la provincia de Catamarca, este ex asentamiento ilegal con los años se fue caracterizando del resto, por su ubicación y también por ser uno de los primeros barrios en la ciudad junto al Barrio Parque y 26 de junio.
En sus comienzos el barrio se llamaba "Las cholgas" y se decía que era el barrio de los cholgueros ya que se encontraba cerca del mar, muchos años después Don Rolando Quintero quien fue uno de los habitantes del barrio, le puso como nombre "Mar del Plata", también fue una de las personas que más hizo por el barrio, organizaba carnavales y bailes para los vecinos, incrementando así su unión y que pudiesen relacionarse entre sí.
Los vecinos de este barrio al ser del norte del país eran devotos de la Virgen del Valle se reunían todos los años en el hogar de Doña Tránsito Cruz, los 8 de diciembre y hacían una peregrinación. Luego se creó la iglesia María Auxiliadora, la cual actualmente los vecinos piden que se le haga un muro de contención para que no sea dañada por las marejadas.
Alrededor de los años 80 y principios de los 90 se crearon barrios como el San Cayetano y el Gobernador Gregores, para que las familias evacuen la zona porque era considerada peligrosa. Muchos de los habitantes del Barrio Mar del Plata aceptaron dejando así el barrio, y al dejarlo sus viviendas fueron usurpadas. Pero también muchas familias no aceptaron, porque no querían dejar el barrio por el sentido de pertenencia e identidad que tenían con el mismo y también porque el ex Intendente Córdoba el cual quería llevar a cabo ese plan de viviendas pretendía que los vecinos pagaran las mismas y no estaban de acuerdo ya que los estaban queriendo evacuar de sus receptivas viviendas.
El 17 de enero de 1998 el barrio fue protagonista de una explosión de unos de los tanques de la playa de Termap (Terminales Marítimas Patagónicas). A causa de este hecho fallecieron 2 personas y 5 resultaron heridas. Estas personas se encontraban realizando reparaciones a una avería de gas con una amoladora, la cual es una máquina eléctrica que se utiliza para desgastar superficies metálicas a través de un disco de piedra que gira a gran velocidad. El aparato larga chispas continuamente por lo que se presume que alguna de ellas pudo haber provocado la explosión. Los tanques almacenan petróleo crudo que a través de una tubería llega hasta los barcos petroleros para su posterior traslado. Por la violencia de la explosión, se estima que el tanque estaba a menos de un cuarto de su capacidad, hecho que produjo una gran acumulación de gases. Dado este hecho todas las familias del barrio fueron evacuadas momentos después de la explosión, pero al anochecer pudieron volver a sus hogares.

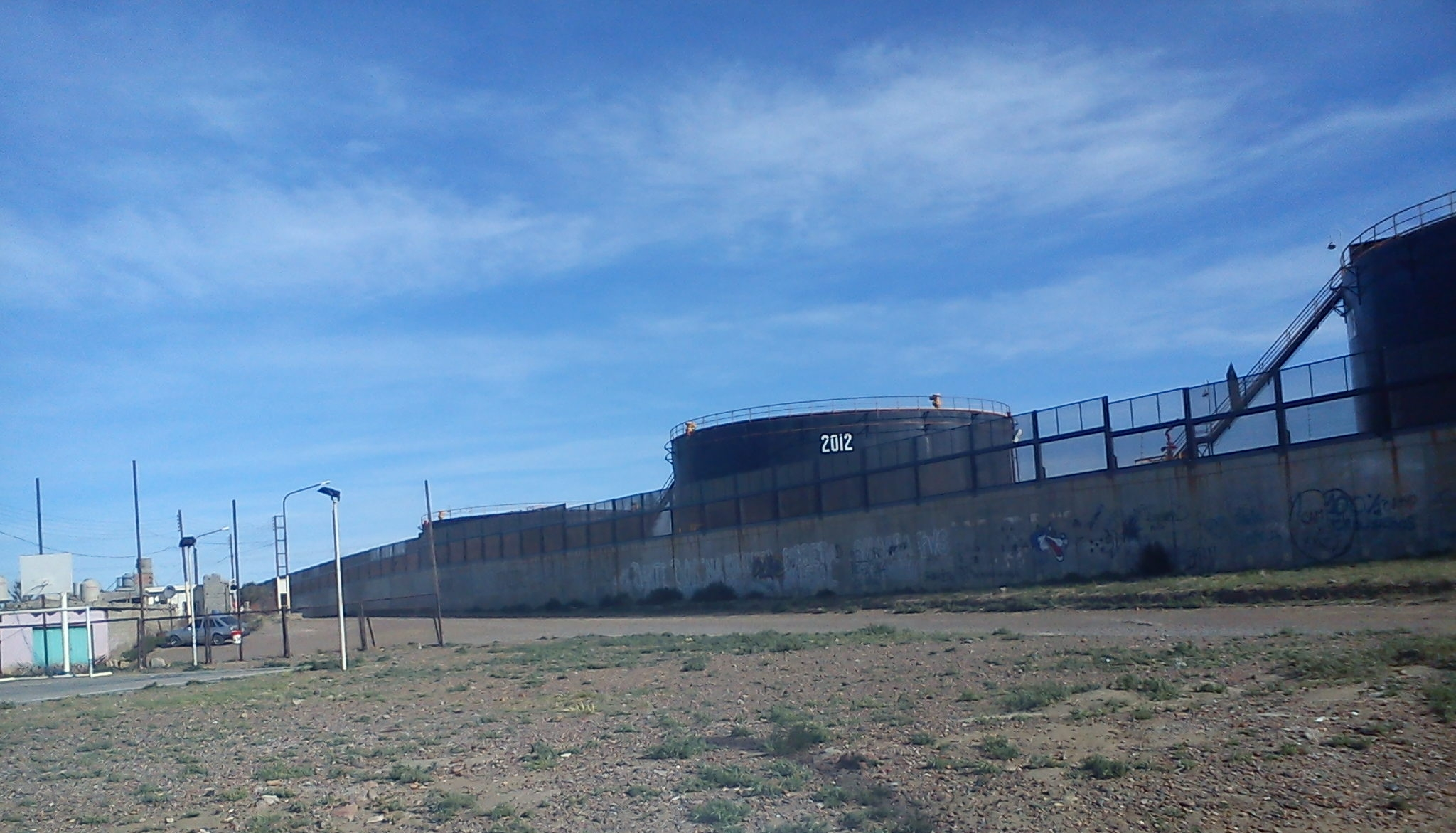
Vista parcial a los tanques de Termap

El escenario era distinto desde todo punto de vista: prácticamente no había perímetro de seguridad entre los tanques y el barrio Mar del Plata. Luego de la catástrofe se colocaron medidas de seguridad, como la construcción de un mural alrededor del mismo
En el 2013 se realizó una reunión para la obtención de los títulos de propiedad para los vecinos del Mar del Plata. El plan se conoce como "Padre Mugica" que consiste en realizar asentamientos y dar un subsidio para hacer la mensura como la escritura a título gratuito para los habitantes de dicho barrio, llevando adelante y colaborando en la consolidación y mejoramiento de la calidad del vecino.

## Ubicación
El barrio se encuentra en el Distrito Norte, el área del barrio es de 6 manzanas o 7 Ha. Se caracteriza por contener casas tipo precarias y calles asfaltadas, estrechas e irregulares, además de contener una gran vegetación sobre su perímetro, lo que lo hace un barrio muy destacado.
Sus principales arterias son: Avda. Méndez y Montealegre, Avda. Carlos Gardel.
| Noroeste: Playa de Tanques YPF   | Norte: Altos del Golfo       | Noreste: Playa Las Roquitas |
| Oeste: Playa de Tanques YPF      |                              | Este: Océano Atlántico      |
| Suroeste Playa de Tanques Termap | Sur: Playa de Tanques Termap | Sureste: Océano Atlántico   |

## Infraestructura comunitaria

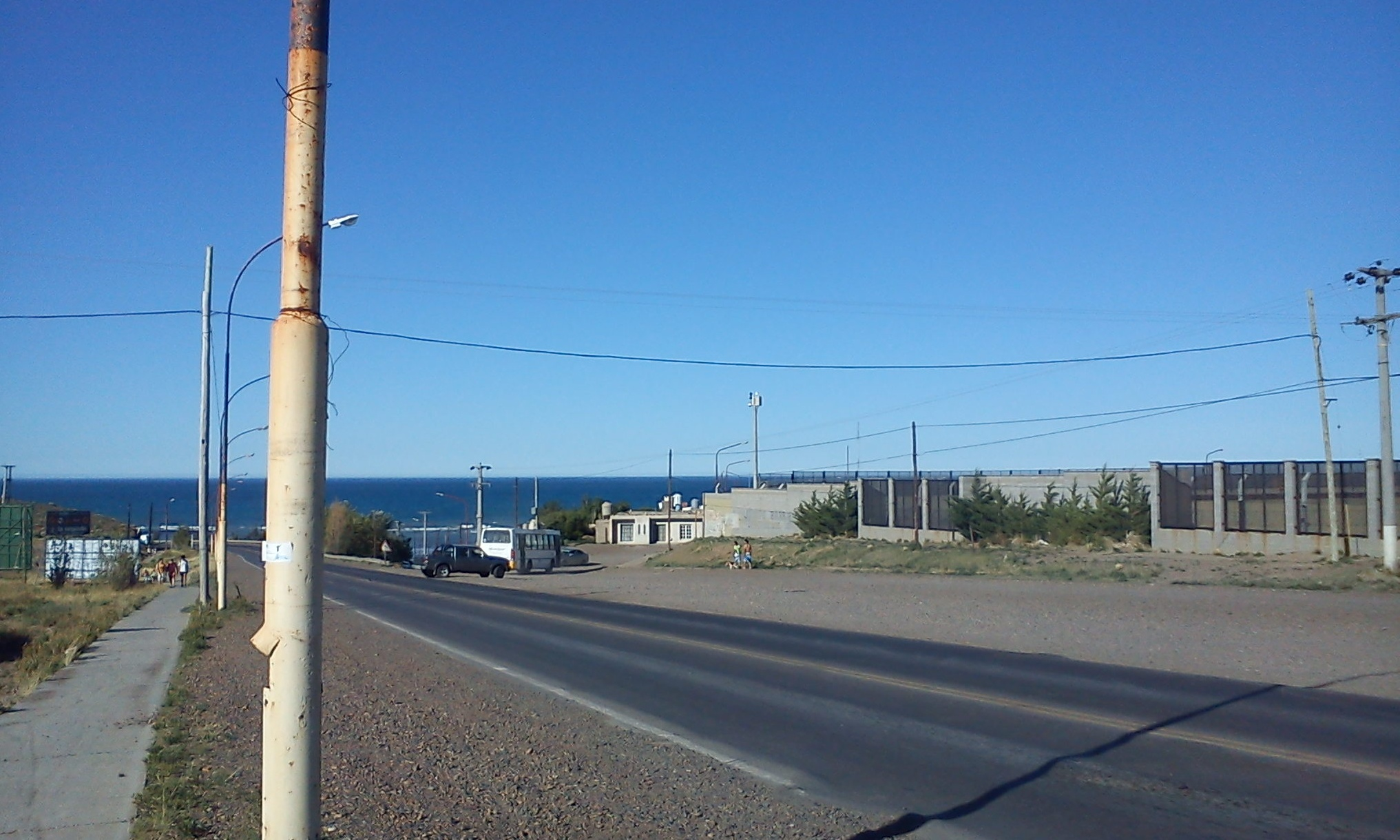

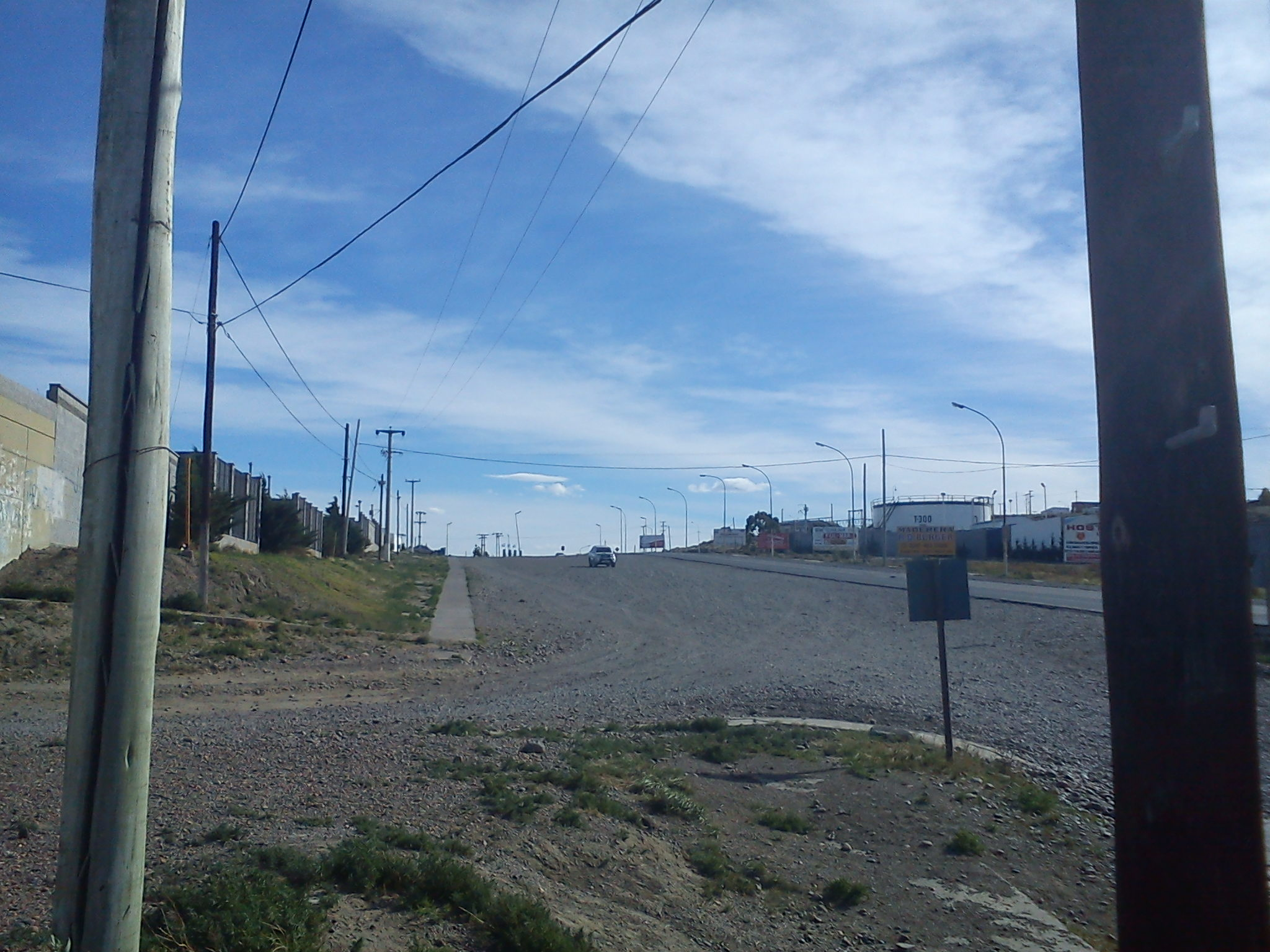
Vista a la Ruta 3, entrada del barrio

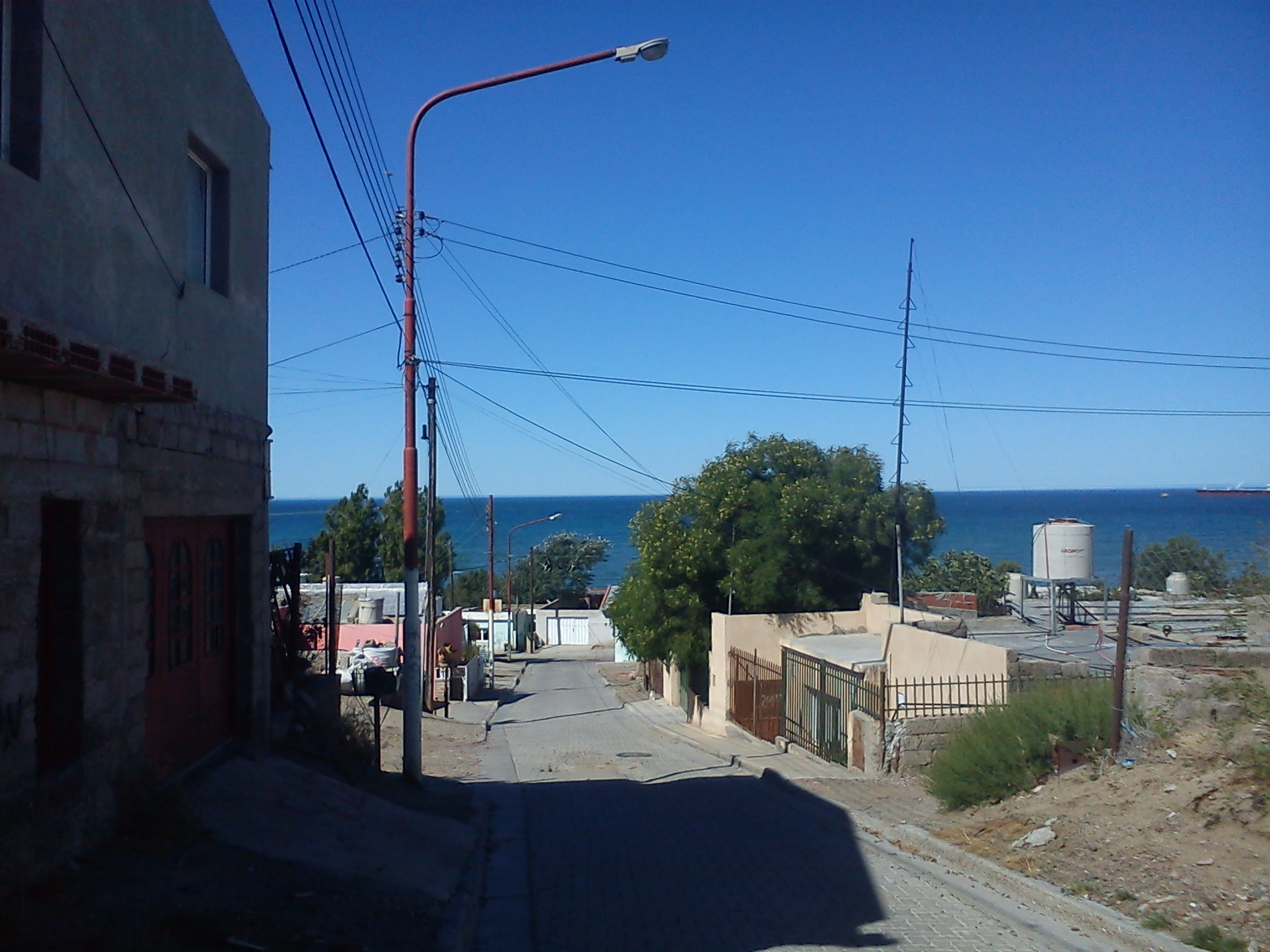
Pje. Alfonsina Storni,

- Biblioteca del Barrio Mar del Plata

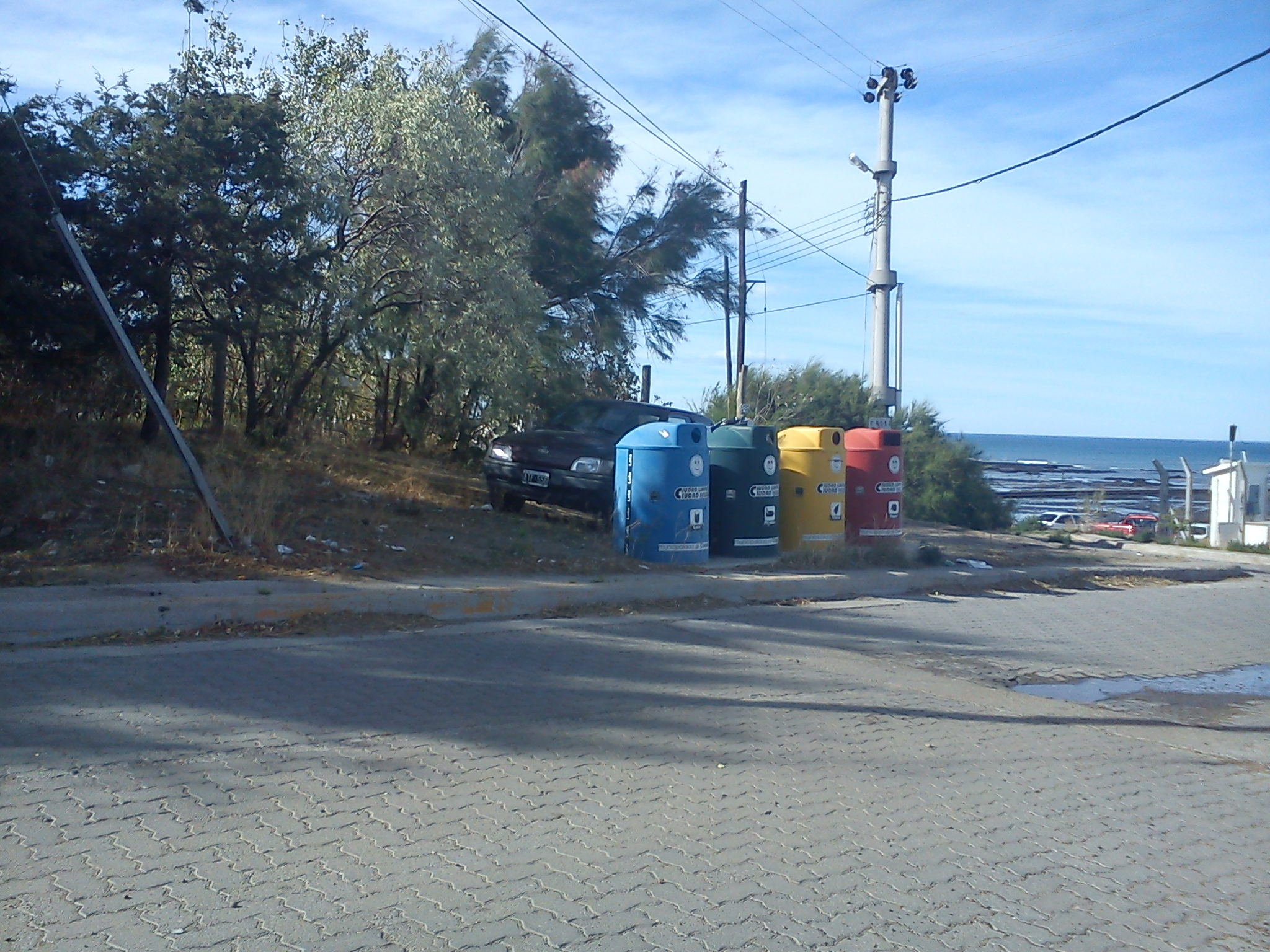
Depósitos de basura, cada uno con su clasificación de reciclaje correspondiente.

- Asociación Vecinal

- Unión Vecinal Barrio Parque[3]

Avda. Carlos Gardel S/n
- Centros de Salud

- Centro de Salud Mar del Plata[4]

Avda. Carlos Gardel 100
- Lugares de culto

- Capilla Virgen María Auxiliadora

Avda. Carlos Gardel S/n